# Свен ван дер Плас
Свен ван дер Плас (нід. Sven van der Plas; нар. 1 лютого 2006) — нідерландський футболіст, захисник клубу ПСВ, який виступає за резервну команду «Йонг ПСВ».

## Клубна кар'єра
Вихованець команди «Квік Бойз», в 2014 року приєднався до академії ПСВ. 9 червня 2021 року підписав з клубом свій перший професіональний контракт. 31 травня 2024 року продовжив контракт до літа 2026 року.
16 серпня 2024 року дебютував за резервну команду в матчі Еерстедивізі проти клубу «Йонг Утрехт», замінивши Міхаела Брессера. 16 вересня 2024 року в поєдинку проти «АДО Ден Гаг» забив свій перший гол у професіональній кар'єрі.

## Кар'єра в збірній
Виступав за збірні Нідерландів до 17 і до 19 років.
У травні 2025 року потрапив у заявку збірної до 19 років на юнацький чемпіонат Європи в Румунії. На турнірі провів три матчі, а його команда вперше в історії стала переможцем чемпіонату Європи в цій віковій категорії.

## Статистика виступів
Станом на 14 березня 2025 
| Клуб              | Сезон             | Чемпіонат         | Чемпіонат | Чемпіонат | Кубок | Кубок | Єврокубки | Єврокубки | Інші  | Інші | Всього | Всього |
| Клуб              | Сезон             | Дивізіон          | Матчі     | Голи      | Матчі | Голи  | Матчі     | Голи      | Матчі | Голи | Матчі  | Голи   |
| ----------------- | ----------------- | ----------------- | --------- | --------- | ----- | ----- | --------- | --------- | ----- | ---- | ------ | ------ |
| Йонг ПСВ          | 2024–25           | Еерстедивізі      | 8         | 1         | —     | —     | —         | —         | —     | —    | 8      | 1      |
| Всього за кар'єру | Всього за кар'єру | Всього за кар'єру | 8         | 1         | 0     | 0     | 0         | 0         | 0     | 0    | 8      | 1      |

## Досягнення
Збірна Нідерландів (до 19)
- Переможець юнацького чемпіонату Європи (до 19 років): 2025[10]